# Кендур
Кендур — озеро в Мишеронском городском поселении Шатурского района Московской области, в 12 км к северо-западу от посёлка Мишеронский. Одно из самых удалённых и труднодоступных озёр в Московской области.

## Физико-географическая характеристика
Происхождение озера, предположительно, карстовое.
Площадь — 0,16 км² (16 га), длина — около 450 м, ширина — около 400 м. Берега отлогие, низкие, местами заболоченные. Вокруг озера произрастает хвойный лес.
Глубина — 0,5-4 м, максимальная глубина достигает 4 м. Дно песчаное, покрыто небольшим слоем ила. Вода прозрачная.
Зарастаемость до 70 %. Среди водной растительности распространены осока, камыш, тростник, кубышка, кувшинка, белокрыльник. В озере обитают щука, карась, плотва, линь, окунь, ротан.
Озеро используется для рыболовства.